# 金玉均暗杀事件

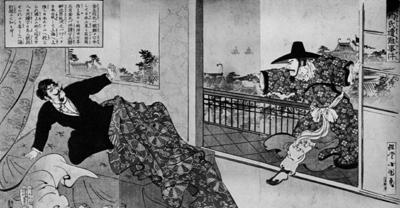
描繪金玉均遇刺的日本新聞版畫

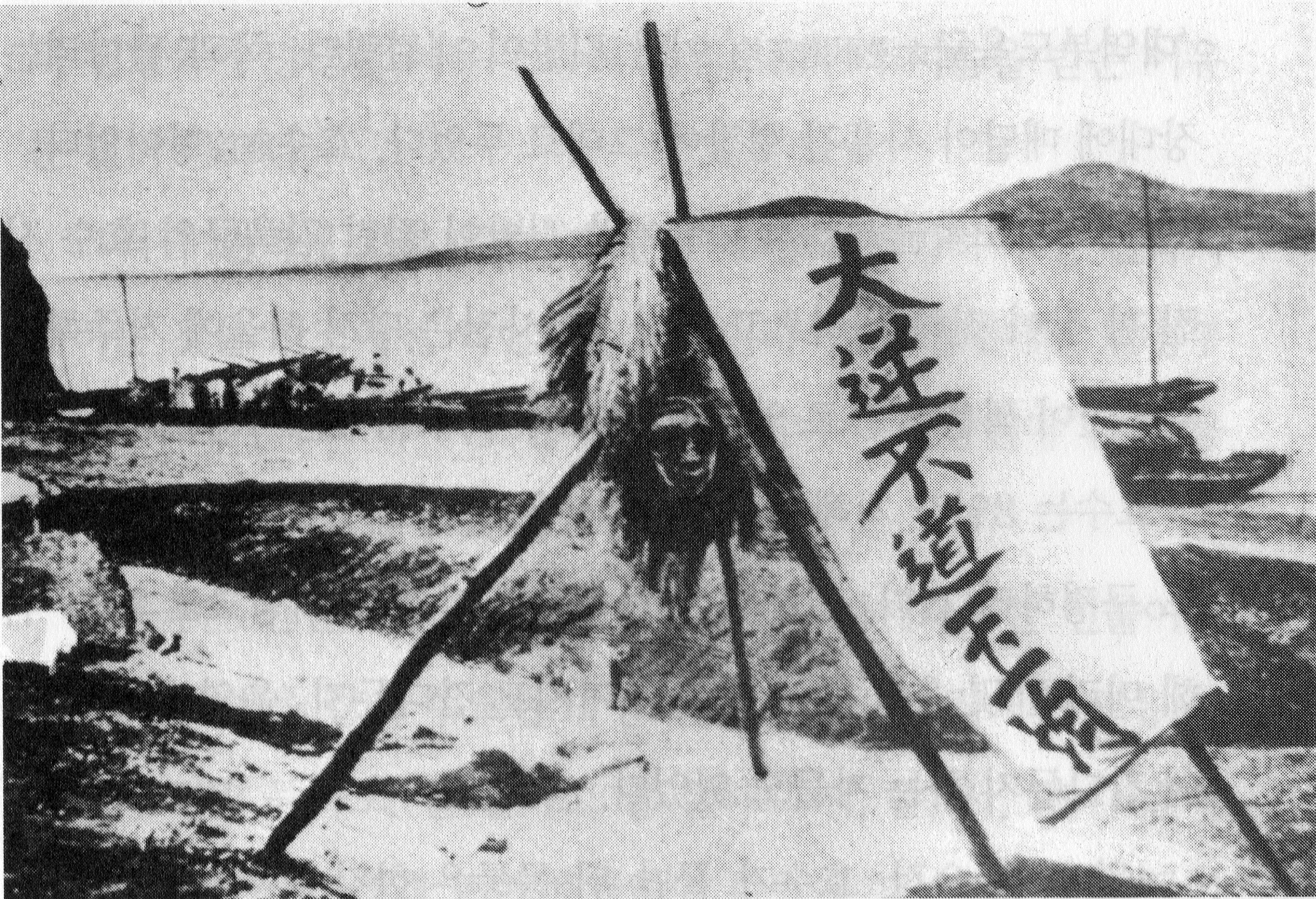
金玉均被暗杀后枭首于汉城杨花津

金玉均暗杀事件是指1894年春朝鮮开化党领袖金玉均在中国上海被朝鲜刺客洪钟宇枪杀的历史事件。广义上是指1885年以来朝鲜政府派遣的刺客张殷奎（又名张甲福）、宋秉畯、池运永等人前往日本暗杀金玉均未遂的事件。金玉均暗杀事件牵涉中、日、朝三国，具有重要的历史影响，日本历史上把金玉均事件与东学党事件共同视为引发日清战争的直接原因。

## 背景
金玉均是朝鲜近代史上的重要人物。他为了朝鲜近代化改革，与朴泳孝、洪英植、徐光范、徐载弼等青年贵族子弟结成“开化党”，他是开化党领袖。开化党采取亲日反清的立场，并在1884年12月4日依靠日本力量发动了“甲申政变”，企图藉此使朝鲜走上独立、富强的道路。甲申政变因遭袁世凯率领之驻朝清军镇压而失败后，开化党头目中洪英植被杀，金玉均、朴泳孝、徐光范、徐载弼断发易服亡命日本。朝鲜政府宣布金玉均、洪英植等人为“五凶”，多次试图与日本交涉以引渡金玉均等4人。1885年1月，日本政府派井上馨前往朝鲜就甲申政变善后事宜进行交涉，并与朝鲜缔结《汉城条约》，谈判期间朝鲜全权大臣金宏集要求引渡金玉均等人，但被井上馨以日朝两国间无引渡罪犯条约及金玉均等人系国事犯为由拒绝。其后朝鲜政府依据《汉城条约》内容派使臣徐相雨、穆麟德到日本“表明谢意”，又提出了引渡金玉均等人的要求，被日方以同样理由拒绝。
与此同时，由于《汉城条约》和《中日天津会议专条》的相继订立，日本政府改变了对朝政策，暂时退缩，因而金玉均等朝鲜开化党人对于日本政府来说也失去了利用价值。虽然金玉均等人在日本受到福泽谕吉等民间人士的热情接待和资助，但日本政府却也开始冷遇金玉均等人，金玉均几次要求拜访日本外务卿井上馨，均被拒之门外。在这种状况下，朴泳孝、徐光范、徐载弼等开化党头目都在1885年5月以后前往美国，唯独金玉均还滞留日本，图谋反攻朝鲜。